# Michail Gawrilowitsch Erdenko
Michail Gawrilowitsch Erdenko (russisch Михаил Гаврилович Эрденко; * 22. Novemberjul. / 4. Dezember 1885greg. in Baranowo bei Gorschetschnoje; † 21. Januar 1940 in Moskau) war ein russisch-sowjetischer Violinist, Komponist und Hochschullehrer.

## Leben
Erdenko stammte aus einer armen Roma-Familie. Sein Vater war Geiger in dritter Generation und leitete ein Roma-Orchester. Demgemäß lernte der Sohn das Violinspiel bei seinem Vater. Bereits als Vierjähriger spielte er mit dem Vater auf Hochzeiten. Mit fünf Jahren gab er sein erstes Konzert in Charkow. Es folgten Konzerte in Rostow am Don und Jekaterinoslaw. Die Zeitungen berichteten über ihn, und die Kursker Musikhochschule interessierte sich für ihn.
Mit 14 Jahren ging Erdenko nach Moskau mit dem mit Konzerten verdienten Geld und Spenden von Mäzenen sowie einem Empfehlungsschreiben des Konteradmirals A. M. Abasa, der ihn für die Aufnahme in die Musikschule am Moskauer Konservatorium mit Stipendium empfahl. 1904 schloss er am Konservatorium Jan Hřímalýs Violinenklasse mit der Kleinen Goldmedaille und Aufnahme seines Namens in die Marmortafel des Konservatoriums ab. Darauf lehrte er an der Musikhochschule in Samara.
Erdenko beteiligte sich an der Russischen Revolution 1905 und leitete das Orchester bei Nikolai Baumans Begräbnis. Nach der Niederschlagung des Aufstandes wurde Erdenko zunächst ins Gouvernement Wologda und dann ins Gouvernement Archangelsk verbannt. Als er wieder auftreten durfte, spielte er im Donbas, in Kursk, Samara, Kiew, Odessa, Wologda, Archangelsk, Zarizyn, Orenburg, Zentralasien und im Kaukasus. Er trat nicht nur in den prestigeträchtigen Konzertsälen der großen Städte auf, sondern gab auch Wohltätigkeitskonzerte für Bergleute, Industriearbeiter und Studenten. Sein Repertoire umfasste sowohl klassische Werke von Bach, Beethoven, Mozart, Brahms, Chopin, Tschaikowski, Paganini als auch eigene Bearbeitungen der Roma-Musik. Auch besuchte er andere Länder.
1910 reiste Erdenko nach Jasnaja Poljana zu Lew Tolstoi, woraus sich freundschaftliche Beziehungen entwickelten. Im gleichen Jahr nahm er Stunden bei Eugène Ysaÿe in Belgien, er gewann den Hřímalý-Violinenwettbewerb des Moskauer Konservatoriums und erhielt die Berufung als Professor an die Kiewer Musikhochschule, aus der 1913 das Kiewer Konservatorium hervorging. Dort entwickelte er freundschaftliche Beziehungen zu Sergei Rachmaninow, Alexander Skrjabin, Alexander Gretschaninow, Reinhold Glière, Alexander Glasunow, Wassili Safonow und Heinrich Neuhaus. Daneben setzte er seine Konzerttätigkeit fort, wobei er nicht nur als Violinist und Komponist auftrat, sondern auch im Ensemble spielte und dirigierte.
Nach der Oktoberrevolution reiste Erdenko mit Orchestern durch Russland. 1920 ließ er sich in Krasnodar nieder. Er gründete und leitete ein Musik-Theater-Komitee, ein Sinfonieorchester, einen akademischen Chor, ein Operntheater und das Kuban-Konservatorium. 1927 konzertierte er in Moskau und beteiligte sich am ersten Radiokonzert zusammen mit Antonina Neschdanowa, Nadeschda Obuchowa und anderen. Als erster und einziger Repräsentant der sowjetischen Violinenkunst führte Erdenko 5 Gastspielreisen durch in Japan und China (1927–1928), Korea, Polen, Litauen, Lettland, Estland und Deutschland, wo er auch bei Antifaschisten-Treffen auftrat (bis 1932). 1935 wurde Erdenko als Professor an das Moskauer Konservatorium berufen. Daneben gab er weiter Konzerte.
Erdenko komponierte eine Sonate im alten Stil für Violine und Klavier, Stücke für Violine, Romanzen und Kadenzen für Konzerte von Paganini und Brahms und für Giuseppe Tartinis Teufelstrillersonate. Er hinterließ Bearbeitungen und Transkriptionen von Stücken von Chopin, Henryk Wieniawski, Brahms, David Popper, Tschaikowski, Rachmaninow und Alexander Aljabjew sowie Begleitungen zu Paganinis Teufelstänzen und Etüden. Seine Roma-Oper blieb unvollendet.
Erdenko gilt als Begründer der Erdenko-Roma-Musik-Dynastie. 1956 wurde nicht weit von seinem Geburtsort in Stary Oskol die Erdenko-Kunstschule für Kinder eröffnet. 1986 wurde der erste internationale Erdenko-Wettbewerb für junge Geiger durchgeführt.

## Ehrungen
- Verdienter Künstler der RSFSR (1925)
- Verdienter Kunstschaffender der RSFSR (1934)